# Vito Angiuli
Vito Angiuli (Sannicandro di Bari, 6 agosto 1952) è un vescovo cattolico italiano, dal 2 ottobre 2010 vescovo di Ugento-Santa Maria di Leuca.

## Biografia
È nato a Sannicandro di Bari, in provincia e arcidiocesi di Bari, il 6 agosto 1952.

### Formazione e ministero sacerdotale
Il 23 aprile 1977 è stato ordinato sacerdote dall'arcivescovo di Bari e Canosa Anastasio Alberto Ballestrero, O.C.D.
Ha conseguito la licenza e la laurea in teologia presso la Pontificia Università Gregoriana e quella filosofica presso l'Università di Bari.
Numerosi gli incarichi ricevuti:
- assistente spirituale, vicario cooperatore e collaboratore pastorale a Sannicandro di Bari ed a Bari;
- educatore nel seminario diocesano;
- vice-rettore, animatore, padre spirituale e direttore della schola cantorum nel Pontificio Seminario Regionale Pugliese "Pio XI" di Molfetta;
- vice direttore e direttore dell'ufficio pastorale;
- direttore dell'ufficio catechistico e dell'istituto superiore di scienze religiose "Odegitria";
- delegato regionale per la catechesi;
- delegato del vescovo per il processo canonico diocesano della serva di Dio Santa Scorese;
- membro della commissione teologica per l'analisi degli scritti dei servi di Dio Giovanni Modugno e Bina Morfini;
- membro del collegio dei consultori;
- vice-postulatore della causa di beatificazione di suor Teresa di Gesù;
- co-presidente della commissione teologico-canonica del sinodo diocesano;
- presidente della commissione teologica per il congresso eucaristico nazionale, del maggio 2005;
- mansionario e canonico della cattedrale metropolitana;
- vicario episcopale per la pastorale;
- vicario episcopale per l'evangelizzazione e direttore dell'omonimo ufficio;
- pro-vicario generale.

È stato docente presso:
- gli istituti superiori di scienze religiose di Bari e Molfetta;
- l'istituto teologico pugliese di Molfetta;
- la facoltà teologica pugliese-istituto teologico interreligioso "Santa Fara", di Bari.

Il 5 marzo 2000 è stato insignito del titolo di protonotario apostolico soprannumerario.

### Ministero episcopale

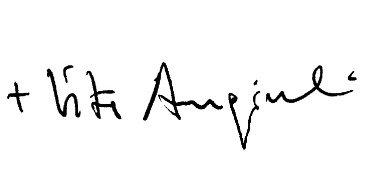
Firma del vescovo Vito Angiuli

Il 2 ottobre 2010 papa Benedetto XVI lo ha nominato vescovo di Ugento-Santa Maria di Leuca; è succeduto a Vito De Grisantis, scomparso il 1º aprile 2010. Ha ricevuto l'ordinazione episcopale il 4 dicembre seguente, nella cattedrale di Bari, dall'arcivescovo di Bari-Bitonto Francesco Cacucci, co-consacranti Benigno Luigi Papa, arcivescovo di Taranto e Domenico Umberto D'Ambrosio, arcivescovo di Lecce. Il 19 dicembre 2010 ha preso possesso della diocesi.
È membro della Conferenza Episcopale Pugliese e delegato della stessa per la Commissione della dottrina della fede, annuncio e catechesi. È stato membro del Comitato preparatorio del 5º Convegno ecclesiale nazionale di Firenze (9-13 novembre 2015) e presidente dell'Istituto Pastorale Pugliese. È stato presidente della Commissione episcopale per il laicato della CEI e membro del Consiglio permanente della medesima conferenza episcopale (2015-2021).

## Genealogia episcopale
La genealogia episcopale è:
- Cardinale Scipione Rebiba
- Cardinale Giulio Antonio Santori
- Cardinale Girolamo Bernerio, O.P.
- Arcivescovo Galeazzo Sanvitale
- Cardinale Ludovico Ludovisi
- Cardinale Luigi Caetani
- Cardinale Ulderico Carpegna
- Cardinale Paluzzo Paluzzi Altieri degli Albertoni
- Papa Benedetto XIII
- Papa Benedetto XIV
- Cardinale Enrico Enriquez
- Arcivescovo Manuel Quintano Bonifaz
- Cardinale Buenaventura Córdoba Espinosa de la Cerda
- Cardinale Giuseppe Maria Doria Pamphilj
- Papa Pio VIII
- Papa Pio IX
- Cardinale Alessandro Franchi
- Cardinale Giovanni Simeoni
- Cardinale Antonio Agliardi
- Cardinale Basilio Pompilj
- Cardinale Adeodato Piazza
- Cardinale Sebastiano Baggio
- Arcivescovo Andrea Mariano Magrassi
- Arcivescovo Francesco Cacucci
- Vescovo Vito Angiuli

## Opere
- La catechesi nella diocesi di Bari. Dagli inizi dell'Ottocento al Vaticano II (1823-1962), 1997, Edipuglia, Bari
- Ragione moderna e verità del cristianesimo, 2000, Levante Editori, Bari
- In laudem gloriae, 2002, Stilo Editrice, Bari
- (A cura di Vito Angiuli) La casa del fanciullo di Sannicandro, scritti di Nicola Guglielmi, Antonio Minielli, Franco Ricci, Giuseppe Vessia, 2002, Stilo Editrice, Bari
- I congressi eucaristici nazionali e internazionali, 2005, Ecumenica Editrice Scrl, Bari
- Educazione come mistagogia. Un orientamento pedagogico nella prospettiva del Concilio Vaticano II, 2010, CLV Edizioni Liturgiche Vincenziane, Roma
- Educare a una forma di vita meravigliosa, 2014, Edizioni Viverein, Monopoli e Roma
- (A cura di Vito Angiuli e Renato Brucoli)  Tonino Bello. La terra dei miei sogni. Bagliori di luce dagli scritti ugentini, 2015, Edizioni Insieme, Terlizzi
- Don Tonino Bello visto da vicino - Una fede colma di umanità!, 2015,  Edizioni Paoline, Milano e Roma
- Vi voglio bene, 2024, Il pozzo di Giacobbe, Trapani
- Grazie don Tonino, 2025, Il pozzo di Giacobbe, Trapani